# Seznam kanadskih zgodovinarjev
Seznam kanadskih zgodovinarjev.

## B
- David Bercuson
- Pierre Berton
- Conrad Black
- Michael Bliss
- Robert Bothwell

## C
- J. M. S. Careless
- Pierre Francois Xavier de Charlevoix
- G. Ramsay Cook
- Donald Creighton

## G
- Francois Xavier Garneau
- J.L. Granatstein
- Lionel Groulx

## H
- Kenn Harper

## I
- Michael Ignatieff
- Harold Innis

## L
- Laurier LaPierre

## M
- Margaret Macmillan
- Edgar McInnis
- Ellen Meiksins Wood (1942-2016) zgodovinarka in politologinja
- Desmond Morton
- W.L. Morton

## N
- H. Vivian Nelles

## O
- Margaret Ormsby

## S
- J.T. Saywell
- George F.G. Stanley

## W
- Patrick Watson
- George Woodcock